# Landgericht Stadtamhof
Das Landgericht Stadtamhof war ein bayerisches „Landgericht älterer Ordnung“ mit Sitz im heutigen Regensburger Stadtteil Stadtamhof, das als solches von 1803 bis 1879 bestand. Bereits seit dem 14./15. Jahrhundert bestand aber ein bayerisches Gericht in Stadtamhof, das seit 1505 häufig auch als Land- oder Pfleggericht bezeichnet wurde.

## Geschichte
Um 1250 kam Stadtamhof unter die Oberhoheit der Wittelsbacher. Während Regensburg Freie Reichsstadt wurde, verblieb Stat am Hoff ununterbrochen im Herzogtum bzw. Kurfürstentum Bayern. Stadtamhof war bereits im 14./15. Jahrhundert Schrannenort und war Sitz des Gerichts der 3 Schrannen Stadtamhof, Winzer und Reinhausen. Kager kam erst 1505 zum Land- bzw. Pfleggericht Stadtamhof. 1715 wurden auch Schwabelweis, Tegernheim, Roith, Schönberg, Adlmannstein und Altenthann dem Landgericht Stadtamhof zugeordnet.
Als untere Verwaltungs- und Justizbehörde wurde ein „Landgericht älterer Ordnung“ 1803 im Zuge der Säkularisation in Bayern aus den Ämtern Stadtamhof, Pfatter mit Haidau, den Pflegämtern Sallern und Zeitlarn sowie der Klosterherrschaft Prüfening gebildet. Als 1810 das Fürstentum Regensburg zum Königreich Bayern kam,  wurde in der Folge Barbing (ehemals hochstiftisch-regensburgisches Pflegamt) ab dem 20. Januar 1811 für einige Monate Sitz eines „Landgerichts älterer Ordnung“. Bereits am 13. Juli 1811 wurde aber das Landgericht Barbing wieder mit dem Landgericht Stadtamhof vereinigt. Barbing wurde aber für 15 Jahre nun Sitz eines königlich-bayerischen Rentamts.
Das Landgericht Stadtamhof gehörte nach seiner Gründung als ein „Landgericht älterer Ordnung“ zum Regenkreis, der 1837 in Kreis Oberpfalz und Regensburg umbenannt wurde. 
Das Landgericht Stadtamhof wurde mehrmals umgegliedert.  
- 1853 kam die Gemeinde Friesheim vom Landgericht Wörth nach Stadtamhof.
- 1857 kamen die Gemeinden Kareth, Kneiting, Oppersdorf, Reinhausen, Sallern, Schwabelweis, Tegernheim, Weichs und Winzer aus dem Landgericht Regenstauf in das Landgericht Stadtamhof
- Aus dem übergroßen Landgericht Stadtamhof wurde 1857 das Landgericht Regensburg neugebildet. Dieses umfasste Alteglofsheim, Auburg, Aufhausen, Barbing, Dengling, Ehring, Eltheim, Friesheim, Gailsbach, Gebelkofen, Geisling, Gmünd, Griesau, Hagelstadt, Haidenkofen, Haimbuch, Illkofen, Irnkofen, Köfering, Langenerling, Luckenpaint, Mangolding, Mintraching, Mötzing, Moosham, Sanding, Sarching, Schönach, Sengkofen, Sünching, Taimering, Thalmassing, Tiefbrunn, Weillohe und Wolkering.[4] Weillohe kam dabei aus dem Landgericht Kelheim.
- Im Gegenzug kamen 1857 die Gemeinden Eilsbrunn, Kleinprüfening, Sinzing, Pentling, Großberg, Hohengebraching, Matting, Graßlfing, Poign, Ziegetsdorf und Graf in das Landgericht Stadtamhof (früher Landgericht Kelheim).[5]

Das Landgericht Stadtamhof  war 1862 Keimzelle für das Bezirksamt Stadtamhof, welches die Verwaltungsaufgaben des Landgerichts übernahm. Das Landgericht bestand aber als Justizbehörde noch bis 1879 weiter. 
Der Sprengel des Landgerichts Stadtamhof bestand 1877 aus den Gemeinden Burgweinting, Dechbetten, Donaustauf, Eilsbrunn, Graß, Graßlfing, Großberg, Großprüfening, Harting, Hohengebraching, Kareth, Karthaus-Prüll, Kleinprüfening, Kneiting, Matting, Neudorf, Oberhinkofen, Oberisling, Obertraubling, Oppersdorf, Pentling, Poign, Reinhausen, Sallern, Schwabelweis, Sinzing, Tegernheim, Weichs, Winzer und Ziegetsdorf.
Anlässlich der Einführung des Gerichtsverfassungsgesetzes am 1. Oktober 1879 wurde das Landgericht Stadtamhof aufgelöst. Es kam zur Errichtung eines Amtsgerichts in Stadtamhof.